# Junkers J 2
Junkers J 2 – niemiecki samolot myśliwski konstrukcji metalowej zbudowany w zakładach Junkersa.

## Historia
Model J2 był bezpośrednim następcą modelu J1. Został zaprojektowany jako jednomiejscowy samolot myśliwski. Początkowo wyposażono go w silnik Mercedes D.II o mocy 120 KM. Pierwsze próby lotu odbyły się na 11 lipca 1916 roku. Konstrukcji nadano oznaczenie E 250/16 (gdzie E to myśliwiec jednomiejscowy, 250 – numer zamówienia wojskowego, a 16 – rok budowy). Silnik okazał się jednak nieodpowiedni do rozmiarów i wagi samolotu. Zastosowano więc motor Mercedes D.III o mocy 160 KM (118 kW). Tym konstrukcjom nadano oznaczenia E 251/16 – E 255/16. Jednakże 23 września 1916 roku prototyp J2 uległ wypadkowi pod Dessau pilotowany przez Maxa Schade. Przeciążona maszyna okazała się trudna do opanowania nawet dla doświadczonych pilotów. Dodatkowo osiągi i zwrotność były – przy masie maszyny ok. 1185 kg – nie do przyjęcia dla wojska, mimo iż samolot osiągał prędkość do 185 km/h i mógł wznosić się na wysokość ok. 4 tys. metrów. Łącznie zbudowano sześć sztuk tych maszyn.

## Dane konstrukcyjne
Model Junkers J 2 (E251)
- typ: samolot doświadczalny
- konstrukcja: metalowa
- załoga: 1 osoba
- data oblotu: 11 lipca 1916
- napęd: Mercedes D.III 160 KM / 118 kW
- wymiary
  - rozpiętość: 11,70 m
  - długość: 7,43 m
  - wysokość: 3,13 m
  - powierzchnia nośna: 24,64 m²
- masa własna: 1.018 kg
- masa startowa: 1.165 kg
- prędkość maksymalna: 185 km/h
- prędkość przelotowa: 165 km/h